# Rudolf Abel
Vílyam Guénrijovich Fisher (en ruso: Вильям Гéнрихович Фишер) (Newcastle upon Tyne, 11 de julio de 1903-15 de noviembre de 1971) fue un notable agente de inteligencia de la Unión Soviética que operó durante el período inicial de la denominada Guerra Fría. En Occidente es más conocido por su alias Rudolf (o  Rudolph) Ivánovich Ábel (Рудо́льф Ива́нович А́бель), el cual adoptó durante su arresto (a modo de contraseña para que sus «manejadores» soviéticos se enterasen de lo que le había ocurrido).

## Primeros años
Vílyam («Willie») Fisher nació en 1903 en la ciudad inglesa de Newcastle sobre el Tyne (Newcastle-upon-Tyne), de padres ruso-alemanes. Estos, por su parte, habían sido activos durante las etapas tempranas del movimiento revolucionario ruso y habían huido a Inglaterra en 1901. Su padre, Guénrij, fue un entusiasta bolchevique que había participado en el embarque clandestino de armas y de literatura a través de la costa nororiental de Rusia.
En 1922 publicó un libro, В Россий и в Англий (transliterado como V Rossii i v Anglii, "En Rusia y en Inglaterra"), en el que detallaba su vida en Newcastle upon Tyne.
Willie creció en Whitley Bay, adonde su familia se había mudado. Allí cursó la escuela primaria. Luego su familia se volvió a mudar, cosa que realizaba con cierta frecuencia. Se hizo aprendiz de dibujante en 1918, a la vez que asistía a clases nocturnas en el Rutherford College, y se matriculó en la Universidad de Londres en 1920.
La familia de Fisher abandonó Whitley Bay y se estableció en la Rusia bolchevique en 1921, tan sólo un año antes de la fundación oficial de la Unión Soviética. Allí murió su padre, Guenrij, en 1935.

## Carrera temprana
Después del regreso de la familia a Rusia, Fisher trabajó como traductor para el Comintern (la recién fundada Internacional Comunista). Durante su servicio militar entre 1925 y 1926 fue entrenado como operador de radio. Trabajó brevemente para la inteligencia militar soviética, antes de ser reclutado por el OGPU, organismo predecesor del KGB, en 1927, actuando para ellos como operador de radio en Noruega, Turquía, Reino Unido y Francia, antes de regresar a la URSS en 1936. Allí comenzó a entrenar a futuros operadores de radio para que luego ejerciesen sus actividades como residentes ilegales en el extranjero (es decir, sin cobertura diplomática).
Escapó por poco a la sistemática Gran Purga estalinista soviética de 1936-1938. Como si haber sido un «potencial espía extranjero de origen británico» hubiese sido poco, un pariente cercano de Fisher había sido acusado de ser trotskista, toda una herejía ideológica en pleno auge del estalinismo. Logró evitar ser procesado por «presunto traidor», pero igualmente sería despedido del NKVD en 1938. Durante la Segunda Guerra Mundial volvió a entrenar a operadores de radio para que estos realizasen su trabajo clandestino tras las líneas alemanas.

## En el servicio secreto
En 1946 ingresó otra vez en el servicio secreto y se entrenó como espía «residente ilegal», para operar desde la ciudad de Nueva York (Estados Unidos).
Viajó a Canadá bajo una identidad falsa, antes de ingresar en los Estados Unidos, lo que finalmente hizo el 17 de noviembre de 1947. Adoptó el necrónimo de Emil Robert Goldfus (el auténtico Goldfus había sido un bebé que había muerto cuando sólo tenía 14 meses de vida). Los soviéticos habían elaborado un currículum para Goldfus, una biografía ficticia de su vida entre 1902 y 1947.
Como cubierta o fachada para su residencia ilegal, abrió un estudio en los Orvington Studios, en el distrito neoyorquino de Brooklyn, aunque de hecho su talento artístico era mínimo. Se presentaba a sí mismo como fotógrafo y retocador de fotos retirado, cuando conocía a otros artistas y entraba en contacto con ellos. Trabó amistad con un pequeño grupo de hombres más jóvenes, la mayoría de los cuales eran auténticos artistas que compartían con él interés y preferencia por el arte realista. No hizo intento alguno de vender los cuadros que él mismo pintaba, pero continuó desarrollando su técnica. Sus conocidos lo encontraban inteligente y amistoso, pero más bien reservado. Por ejemplo, nunca les reveló dónde vivía. Solía expresar admiración por el artista ruso Isaak Levitán (1861-1900).
Su trabajo como espía residente (rezident) consistía en el reclutamiento y la supervisión de otros agentes dedicados a la recolección de información de inteligencia.
A «Abel» se le dio control sobre un grupo preexistente de agentes, el cual incluía a Morris y Lona Cohen, de quienes se creía que actuaban como correos para Ethel y Julius Rosenberg, Greenglass y el círculo de espionaje que tiraba al proyecto Manhattan (que estaba creando la bomba atómica), encabezado por el físico alemán Klaus Fuchs.
Morris y Lona operarían luego en el Reino Unido bajo los nombres ficticios de Peter y Helen Kroger, respectivamente, antes de ser detenidos (luego serían intercambiados con los soviéticos).
No se sabe que Fisher haya tenido contacto alguno con el pequeño pero muy activo Partido Comunista estadounidense. Esto tiene sentido, ya que era de esperar y natural que él, como residente ilegal, no se expusiese a ese riesgo, agravado por el pleno auge del macartismo en los Estados Unidos de esos años.
Como parte de su leyenda, a veces solía fabricar historias relacionadas con su supuesto pasado como leñador en la costa noroccidental del Pacífico (en los estados de Oregón y de Washington).

## Captura y sentencia
Fisher fue capturado finalmente por el FBI en Nueva York el 21 de junio de 1957, en parte debido a la deserción de su asistente Reino Häyhänen, en lo que llegaría a ser conocido como «el caso del níquel hueco» (the hollow nickel case). De hecho, Fisher transportaba las fotografías del material secreto o clasificado que había obtenido en microfilms que almacenaba dentro de réplicas huecas de monedas de cinco centavos de dólar, denominadas comúnmente nickels en inglés.
Fue condenado a 30 años de prisión por el delito de espionaje.
Cuando Fisher fue arrestado finalmente, el cuarto del hotel en que se alojaba, y sobre todo su estudio fotográfico, contenían variados y múltiples equipos de espionaje modernos para esa época, entre ellos cámaras y películas especiales para producir «micropuntos» o microfilms, dispositivos para el cifrado de datos, cepillos con mango hueco, radios de onda corta y numerosos contenedores «engañosos» o con doble fondo.
Fisher fue llevado a juicio ante la Corte Federal de la ciudad de Nueva York y condenado como espía soviético en octubre de 1957, bajo tres cargos:
- Conspiración para transmitir información de defensa a la Unión Soviética (primer cargo).
- Conspiración para obtener información (clasificada) de defensa (segundo cargo).
- Conspiración para actuar como agente de un gobierno extranjero dentro del territorio de los Estados Unidos, sin la previa notificación pertinente a la Secretaría de Estado (tercer cargo).

El 25 de octubre de 1957, el jurado lo declaró culpable de los tres cargos. El 15 de noviembre de 1957, el juez Mortimer W. Byers lo sentenció a cumplir 30 años de prisión por el primer cargo, 10 años adicionales y una multa de 2000 dólares por el segundo cargo y, finalmente, 5 años de prisión más, además de una multa de 1000 dólares por el tercer cargo.

## Intercambio
Pese a la muy larga condena a la que se le había sentenciado, el 10 de febrero de 1962 fue intercambiado en el puente berlinés de Glienicke (sito entre la localidad de Potsdam, en Alemania Oriental, y Berlín Oeste) por el piloto de la CIA Francis Gary Powers, cuyo avión espía U-2 había sido derribado sobre la URSS el 1 de mayo de 1960. En realidad, se trataba de un «dos por uno», ya que los soviéticos también entregaron al estudiante estadounidense Frederic Pryor (en otro lugar pero al mismo tiempo) que había sido acusado y arrestado por espionaje (aunque falsamente).

## Regreso a Rusia
Tras regresar a Moscú, continuó trabajando como entrenador de espías para el KGB y fue condecorado con la Orden de Lenin. Se dice que Fisher habría llegado a menospreciar al espía y traidor británico Kim Philby, quien finalmente había logrado fugarse a la capital soviética. Rudolf Abel fue sencillamente el alias que Fisher adoptó durante su arresto por parte del FBI, el cual sería una señal indirecta a los soviéticos de que había sido capturado efectivamente. El alias había sido el nombre de otro agente, menos conocido, del NKVD soviético, quien una vez había compartido un departamento con Fisher. Ese individuo, el auténtico Abel, había nacido en Letonia en 1900 y falleció en 1955, pero no saldría mucho a la luz pública, ni acerca de su vida ni sobre su carrera de inteligencia.
Viliam Fisher murió de cáncer de pulmón en 1971 y fue enterrado junto a su padre en el monasterio moscovita de Donskoy. Su hija diría luego que sus últimas palabras habían sido en inglés: Don't forget that we are Germans anyway («No olvides que, después de todo, somos alemanes»). Su lápida muestra sus dos nombres, el original Vílyam Fisher y su alias o pseudónimo, Rudolf Abel.
En 2003 un grupo de veteranos del antiguo KGB soviético celebró junto a su tumba el centenario del nacimiento de Fisher.